# Timmendorfer Strand
Timmendorfer Strand là một đô thị thuộc huyện Ostholstein, bang Schleswig-Holstein, Đức.